# Albanische Regierung

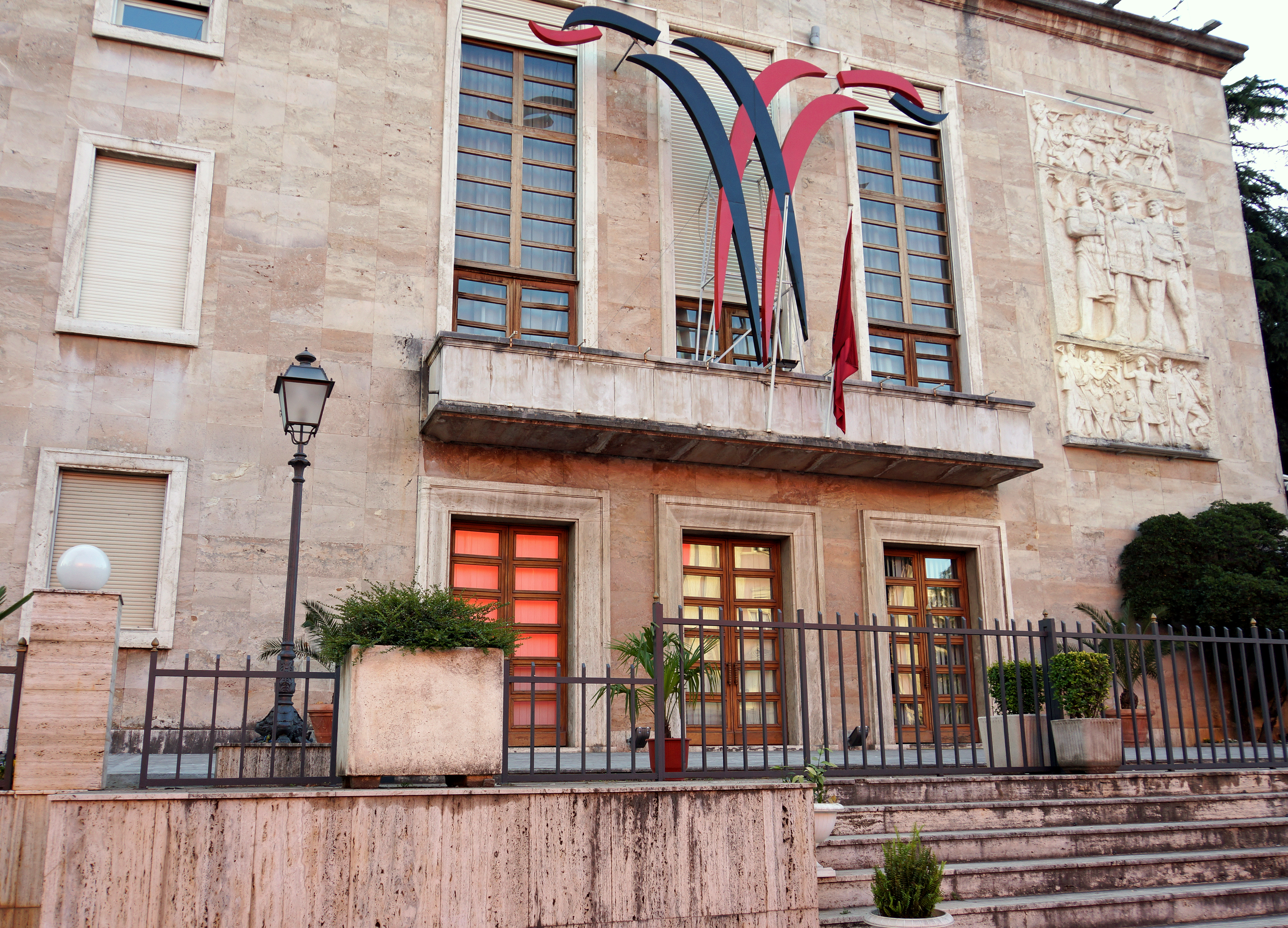
Amtssitz des Ministerpräsidenten und des Ministerrats

Die Regierung der Republik Albanien (albanisch Qeveria e Republikës së Shqipërisë), offiziell Ministerrat (albanisch Këshilli i Ministrave), besteht aus dem Ministerpräsidenten, seinem Stellvertreter und den Ministern. Sie übt jede staatliche Funktion aus, die nicht anderen staatlichen oder kommunalen Regierungsorganen zufällt.

## Wahl
Der Präsident der Republik ernennt den Ministerpräsidenten entweder zu Beginn der Legislaturperiode oder, wenn dieses Amt vakant wird, auf Vorschlag der Partei oder Koalition mit der Mehrheit an Sitzen im Kuvendi i Shqipërisë (albanisches Parlament). Dieser Kandidat muss anschließend vom Parlament mehrheitlich genehmigt werden. Falls dies dreimal in Folge nicht eintritt, löst der Präsident das Parlament auf und es finden Neuwahlen statt.

## Ministerpräsident

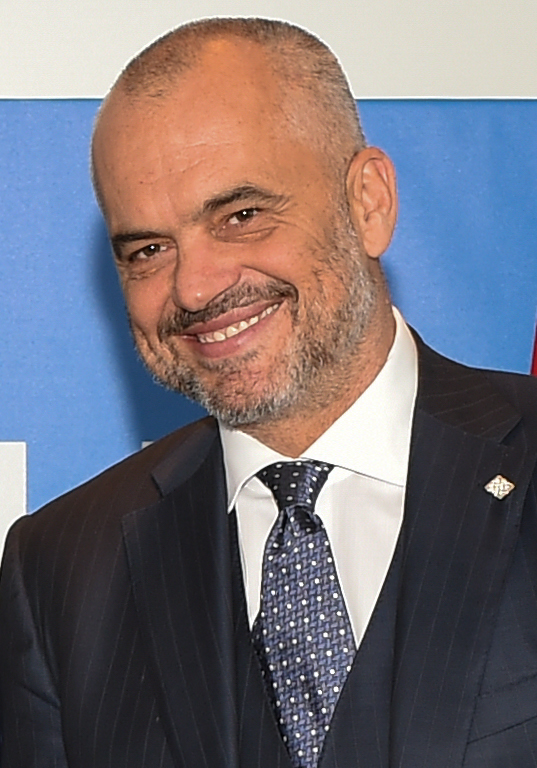
Amtierender Ministerpräsident: Edi Rama

Während der Legislaturperiode 2017–2021 ist Edi Rama (PS) Ministerpräsident der Republik Albanien.
Sein Stellvertreter ist Erion Braçe (PS).

## Regierungskabinette

### Antifaschistische Befreiungsfront
KPA
- Antifaschistisches Nationalkomitee
- Demokratische Regierung Albaniens: 
Kabinett Hoxha I
Kabinett Hoxha II

### Sozialistische Volksrepublik
KPA/PPA
- Kabinett Hoxha III
- Kabinett Hoxha IV
- Kabinett Hoxha V
- Kabinett Shehu I
- Kabinett Shehu II
- Kabinett Shehu III
- Kabinett Shehu IV
- Kabinett Shehu V
- Kabinett Shehu VI
- Kabinett Shehu VII
- Kabinett Çarçani I
- Kabinett Çarçani II
- Kabinett Çarçani III
- Kabinett Nano I

### Republik (seit 1991)
| links (PS, PPA)                                                                               | unabhängig                                            | rechts (PD)                                |
| --------------------------------------------------------------------------------------------- | ----------------------------------------------------- | ------------------------------------------ |
| - Kabinett Nano II 1 - Kabinett Bufi                                                          |                                                       |                                            |
|                                                                                               | - Kabinett Ahmeti                                     |                                            |
|                                                                                               |                                                       | - Kabinett Meksi                           |
|                                                                                               | - Regierung der nationalen Versöhnung (Kabinett Fino) |                                            |
| - Kabinett Nano III - Kabinett Majko I - Kabinett Meta - Kabinett Majko II - Kabinett Nano IV |                                                       |                                            |
|                                                                                               |                                                       | - Kabinett Berisha I - Kabinett Berisha II |
| - Kabinett Rama I - Kabinett Rama II - Kabinett Rama III                                      |                                                       |                                            |

## Weblink
- Offizielle Internetseite der Regierung Albaniens